# 米高·奧利斯
米高·阿克波維耶·奧利斯（法語：Michael Akpovie Olise，發音：[maikəl olisɛ]；2001年12月12日—）是一名職業足球員，司職進攻中場或翼鋒，現時效力德甲球會拜仁慕尼黑。奧利斯曾代表法國青年國家足球隊。

## 球會生涯

### 早年生涯
奧利斯曾先後效力阿仙奴、車路士、曼城的青訓學院。

### 雷丁
奧利斯在2018年7月轉投雷丁的青訓獎學金計畫。
2019年3月12日，奧利斯在對陣列斯聯的3–0主場敗仗中上演生涯地標戰，並在同年7月15日與球會簽下一紙為期三年的職業合約。
2020年9月19日，在雷丁作客班士利的2–0勝仗中，奧利斯射入職業生涯首個入球。他在2021年4月獲頒發當季英冠最佳年輕球員。

### 水晶宮
2021年7月8日，英超球會水晶宮啟動了奧利斯約價值800萬英鎊的買斷條款，並與其簽下一紙為期五年的合約。他在9月11日首次為水晶宮上陣，在比賽第86分鐘後備入替，協助球隊於主場以3–0大勝熱刺。奧利斯在10月3日射入他的首個英超入球，協助球隊以2–2賽和李斯特城，他亦成為水晶宮自1998年以來最年輕的英超入球球員。
同年10月23日，奧利斯首次為水晶宮正選上陣，球隊最終以1–1賽和紐卡素。
2023年4月9日，奧利斯在對陣列斯聯的比賽中交出三次助攻，成為英超史上最年輕上演助攻帽子戲法的球員。同年5月13日，他成為水晶宮首位在單季英超交出十個助攻的球員。
2023年8月17日，水晶宮宣布與奧利斯續約四年。

### 拜仁慕尼黑
2024年7月7日，德甲球會拜仁慕尼黑宣布簽入奧利斯，合約為期五年，轉會費據報為6000萬歐元。同年8月16日，他在對陣烏爾姆的德國盃賽事中上演地標戰，並在後備上陣後交出助攻予，協助球隊以4–0大勝晉級。同年9月14日，他在對陣基爾的6–1勝仗中首次在聯賽為拜仁入球。三天後，他在歐冠地標戰中梅開二度，拜仁慕尼黑最終以9–2大勝對手。

## 國家隊生涯
出生於英格蘭的奧利斯父親是尼日利亞人，而母親是阿爾及利亞裔法國人，因此奧利斯擁有在國際賽事中代表英格蘭、尼日利亞、阿爾及利亞和法國的資格。

### 青年隊
2019年5月27日，奧利斯入選法國U18出戰2019年土倫盃的陣容。他在6月2日對陣卡塔爾U23的比賽中首次為球隊上陣。
2021年3月，奧利斯名列尼日利亞參與2021年非洲國家盃外圍賽的候補名單。
2022年3月，奧利斯首次被法國U21徵召，並在同月24日首次為球隊上陣，協助法國以2–0擊敗法羅群島。
2024年7月8日，奧利斯入選法國的2024年夏季奧林匹克運動會足球代表隊。同月24日，他在對陣美國的揭幕戰中入球，協助球隊以3–0打開勝利之門。

### 成年隊
2024年8月29日，奧利斯首次獲法國國家隊徵召，參與對陣意大利和比利時的歐洲國家聯賽賽事。同年9月6日，他在對陣意大利的比賽中上演國家隊地標戰，法國最終以1–3不敵對手。

## 個人生活
奧利斯的弟弟理查德·奧利斯亦是一位足球員，現效力車路士青年軍，並曾代表英格蘭各級青年國家隊。

## 生涯統計
最後更新：2025年2月11日
| 效力球會   | 球季     | 聯賽     | 聯賽 | 聯賽 | 國家盃賽 | 國家盃賽 | 聯賽盃賽 | 聯賽盃賽 | 歐洲賽事 | 歐洲賽事 | 總計 | 總計 |
| 效力球會   | 球季     | 聯賽     | 上陣 | 入球 | 上陣     | 入球     | 上陣     | 入球     | 上陣     | 入球     | 上陣 | 入球 |
| ---------- | -------- | -------- | ---- | ---- | -------- | -------- | -------- | -------- | -------- | -------- | ---- | ---- |
| 雷丁       | 2018–19  | 英冠     | 4    | 0    | 0        | 0        | 0        | 0        | —        | —        | 4    | 0    |
| 雷丁       | 2019–20  | 英冠     | 19   | 0    | 3        | 0        | 1        | 0        | —        | —        | 23   | 0    |
| 雷丁       | 2020–21  | 英冠     | 44   | 7    | 1        | 0        | 1        | 0        | —        | —        | 46   | 7    |
| 雷丁       | 總計     | 總計     | 67   | 7    | 4        | 0        | 2        | 0        | —        | —        | 73   | 7    |
| 水晶宮     | 2021–22  | 英超     | 26   | 2    | 5        | 2        | 0        | 0        | —        | —        | 31   | 4    |
| 水晶宮     | 2022–23  | 英超     | 37   | 2    | 1        | 0        | 2        | 0        | —        | —        | 40   | 2    |
| 水晶宮     | 2023–24  | 英超     | 19   | 10   | 0        | 0        | 0        | 0        | —        | —        | 19   | 10   |
| 水晶宮     | 總計     | 總計     | 82   | 14   | 6        | 2        | 2        | 0        | —        | —        | 90   | 16   |
| 拜仁慕尼黑 | 2024–25  | 德甲     | 21   | 6    | 2        | 0        | —        | —        | 8        | 4        | 31   | 10   |
| 生涯總計   | 生涯總計 | 生涯總計 | 170  | 27   | 12       | 2        | 4        | 0        | 8        | 4        | 194  | 33   |

1. ↑  於歐冠賽事上陣。

### 國家隊
最後更新：2024年11月14日
| 代表國家隊 | 年份 | 上陣 | 入球 |
| ---------- | ---- | ---- | ---- |
| 法國       | 2024 | 4    | 0    |
| 總計       | 總計 | 4    | 0    |

## 榮譽

### 個人
- 雷丁年度最佳青訓球員：2018−19[34]
- 英冠賽季最佳年輕球員：2020–21[35]
- 英冠賽季最佳陣容：2020–21[36]
- PFA年度英冠最佳陣容：2020–21[37]
- 英超每月最佳入球：2023年1月[38]
- 水晶宮年度球員先生：2022–23[39]
- 水晶宮年度最佳入球：2022–23[40]

## 外部連結
- 米高·奧利斯 （页面存档备份，存于）在水晶宮網站上的檔案
- Soccerway資料庫：米高·奧利斯